# Arquidiócesis de Brisbane
La arquidiócesis de Brisbane (en latín: Archidioecesis Brisbanensis y en inglés: Roman Catholic Archdiocese of Brisbane) es una circunscripción eclesiástica de la Iglesia católica en Australia. Se trata de una arquidiócesis latina, sede metropolitana de la provincia eclesiástica de Brisbane. Desde el 18 de junio de 2025 su arzobispo electo es Shane Anthony Mackinlay.

## Territorio y organización
La arquidiócesis tiene 63 526 km² y extiende su jurisdicción sobre los fieles católicos de rito latino residentes en parte de la región sudeste del estado de Queensland. 
La sede de la arquidiócesis se encuentra en la ciudad de Brisbane, en donde se halla la Catedral de San Esteban. En 1927 se planeó reemplazar la Catedral de San Esteban por una nueva Catedral del Santo Nombre, que se construiría en Fortitude Valley. Sin embargo, la financiación solo fue suficiente para construir la cripta. Finalmente, el proyecto se abandonó, la cripta fue demolida y el terreno se vendió.
La arquidiócesis tiene como sufragáneas a las diócesis de: Cairns, Rockhampton, Toowoomba y Townsville.
En 2023 en la arquidiócesis existían 94 parroquias. En Banyo, en el suburbio norte de Brisbane, se encuentra el seminario, que sirve a las diócesis de la provincia eclesiástica.

## Historia
La primera misa en Brisbane fue celebrada en 1843.
La diócesis de Brisbane fue erigida el 12 de abril de 1859 mediante el breve Universum Dominicum del papa Pío IX, obteniendo el territorio (todo el estado de Queensland) de la arquidiócesis de Sídney, de la que originalmente era sufragánea.
El 30 de enero de 1877 cedió parte de su territorio para la erección del vicariato apostólico de Queensland (hoy diócesis de Cairns) mediante el breve Iamdiu factum del papa Pío IX.
El 29 de diciembre de 1882 cedió parte de su territorio para la erección de la diócesis de Rockhampton mediante el breve Humilitati nostrae del papa León XIII.
El 10 de mayo de 1887 la diócesis fue elevada al rango de arquidiócesis metropolitana mediante el breve Ex officio supremi del papa León XIII.
El 28 de mayo de 1929 cedió otra porción de su territorio para la erección de la diócesis de Toowoomba mediante la bula Christiano nomini del papa Pío XI, y perdió los territorios al sur hasta los 25º de latitud sur, que pasaron a la diócesis de Rockhampton el mismo día.

## Estadísticas
Según el Anuario Pontificio 2024 la arquidiócesis tenía a fines de 2023 un total de 814 000 fieles bautizados.
| Año                                                                             | Población            | Población | Población      | Sacerdotes | Sacerdotes    | Sacerdotes    | Bautizados por sacerdote | Diáconos permanentes | Religiosos | Religiosos | Parroquias |
| Año                                                                             | Bautizados católicos | Total     | % de católicos | Total      | Clero secular | Clero regular | Bautizados por sacerdote | Diáconos permanentes | Varones    | Mujeres    | Parroquias |
| ------------------------------------------------------------------------------- | -------------------- | --------- | -------------- | ---------- | ------------- | ------------- | ------------------------ | -------------------- | ---------- | ---------- | ---------- |
| 1950                                                                            | 121 000              | 560 000   | 21.6           | 199        | 142           | 57            | 608                      |                      | 57         | 882        | 77         |
| 1952                                                                            | 130 000              | 570 000   | 22.8           | 212        | 147           | 65            | 613                      |                      | 56         | 1168       | 88         |
| 1966                                                                            | 203 700              | 954 680   | 21.3           | 301        | 188           | 113           | 676                      |                      | 249        | 1328       | 109        |
| 1968                                                                            | 241 500              | 1 067 480 | 22.6           | 297        | 179           | 118           | 813                      |                      | 267        | 1346       | 105        |
| 1980                                                                            | 299 000              | 1 297 000 | 23.1           | 314        | 189           | 125           | 952                      |                      | 333        | 1557       | 115        |
| 1990                                                                            | 428 000              | 1 560 000 | 27.4           | 311        | 202           | 109           | 1376                     |                      | 257        | 1045       | 109        |
| 1999                                                                            | 550 603              | 2 255 100 | 24.4           | 291        | 188           | 103           | 1892                     | 1                    | 236        | 861        | 112        |
| 2000                                                                            | 550 603              | 2 255 100 | 24.4           | 260        | 168           | 92            | 2117                     | 1                    | 209        | 829        | 112        |
| 2001                                                                            | 550 603              | 2 255 100 | 24.4           | 258        | 163           | 95            | 2134                     | 1                    | 219        | 818        | 111        |
| 2002                                                                            | 550 603              | 2 255 100 | 24.4           | 270        | 175           | 95            | 2039                     |                      | 216        | 793        | 111        |
| 2003                                                                            | 598 700              | 2 529 154 | 23.7           | 255        | 165           | 90            | 2347                     | 2                    | 220        | 780        | 112        |
| 2004                                                                            | 598 700              | 2 529 154 | 23.7           | 276        | 179           | 97            | 2169                     | 1                    | 220        | 768        | 109        |
| 2006                                                                            | 621 000              | 2 626 000 | 23.6           | 252        | 156           | 96            | 2464                     | 6                    | 227        | 739        | 109        |
| 2012                                                                            | 663 000              | 2 849 000 | 23.3           | 245        | 155           | 90            | 2706                     | 15                   | 215        | 611        | 103        |
| 2015                                                                            | 740 000              | 3 205 000 | 23.1           | 270        | 176           | 94            | 2740                     | 14                   | 211        | 542        | 100        |
| 2018                                                                            | 771 800              | 3 342 700 | 23.1           | 266        | 173           | 93            | 2901                     | 15                   | 188        | 502        | 98         |
| 2020                                                                            | 789 000              | 3 418 058 | 23.1           | 231        | 154           | 77            | 3415                     | 20                   | 163        | 449        | 97         |
| 2022                                                                            | 812 780              | 3 521 000 | 23.1           | 228        | 145           | 83            | 3564                     | 19                   | 159        | 418        | 94         |
| 2023                                                                            | 814 000              | 3 526 280 | 23.1           | 228        | 144           | 84            | 3570                     | 20                   | 155        | 387        | 94         |
| Fuente: Catholic-Hierarchy, que a su vez toma los datos del Anuario Pontificio. |                      |           |                |            |               |               |                          |                      |            |            |            |

## Episcopologio
- James Quinn † (14 de abril de 1859-18 de agosto de 1881 falleció)
- Robert Dunne † (3 de enero de 1882-13 de enero de 1917 falleció)
- James Duhig † (13 de enero de 1917 por sucesión-10 de abril de 1965 falleció)
- Patrick Mary O'Donnell † (10 de abril de 1965 por sucesión-5 de marzo de 1973 retirado)
- Francis Roberts Rush † (5 de marzo de 1973-3 de diciembre de 1991 retirado)
- John Alexius Bathersby † (3 de diciembre de 1991-14 de noviembre de 2011 retirado)
- Mark Benedict Coleridge (2 de abril de 2012-18 de junio de 2025 retirado)
- Shane Anthony Mackinlay, desde el 18 de junio de 2025